# لويزة أحادية الوجه
لويزة أحادية الوجه (الاسم العلمي:Aloysia unifacialis) هو نوع نباتي يتبع جنس اللويزة من فصيلة اللويزية